# الصمام الحلزوني

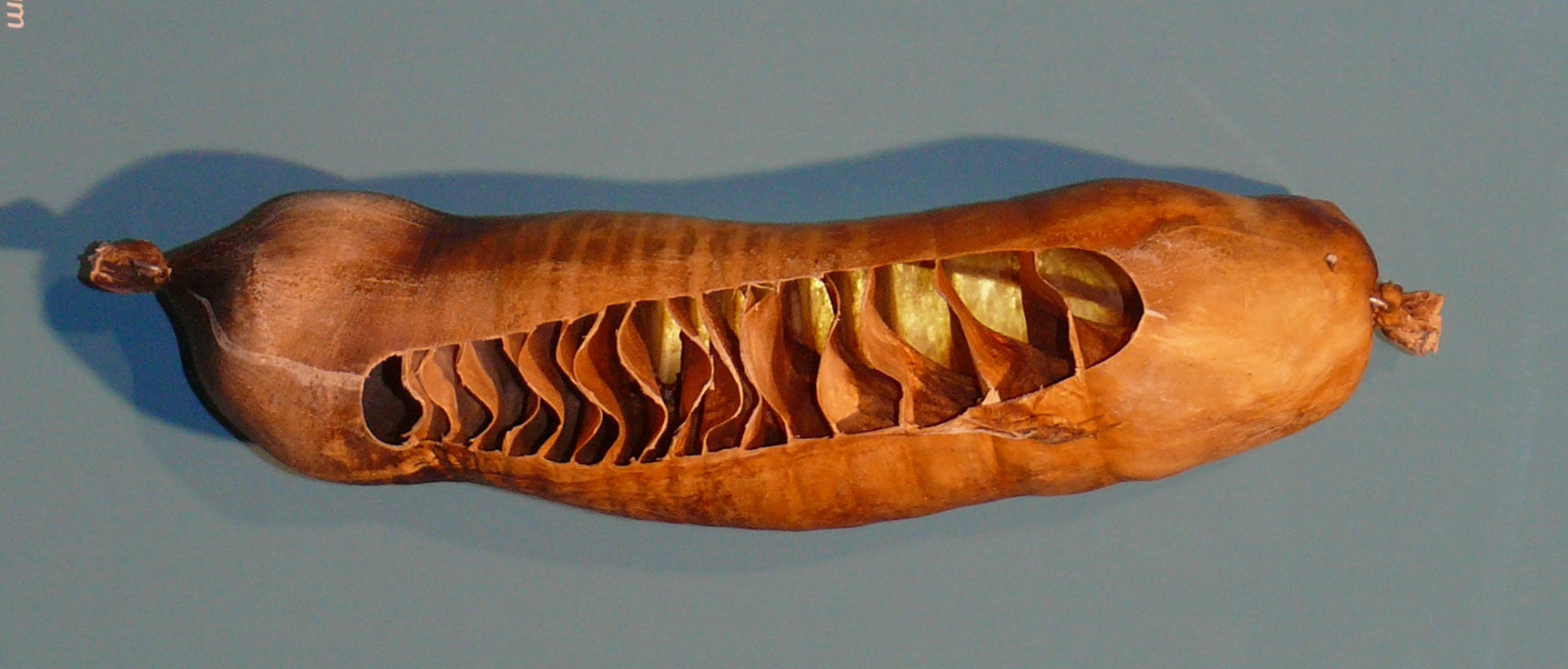
The spiral valve of a قرش ممرضة (Ginglymostoma cirratum).

الصمام الحلزوني لقرش النيرس، هو صمام حلزوني أو صمام التمرير وهو الجزء السفلي على شكل مفتاح لأمعاء بعض أسماك القرش، الاسماك الحفشيه (سمكه الحفش) والسمكه ذات المجداف وسمكه القوبع والسمك المفلطح وسمك البيشر والسمك الرئوي، يلتف الصمام اللولبي داخليا و يلتوي لزيادة مساحة سطح الامعاء و لزيادة امتصاص المغذيات .

### الأوصاف
أمعاء سمك القرش أقصر بكثير من أمعاء الثدييات. وتعوض أسماك القرش عن هذه المشكلة من خلال وجود صمام حلزوني أو صمام التمرير، داخل الأمعاء لزيادة مساحة سطح الامتصاص في الأمعاء. وعن طريق الحفاظ على المواد القابلة للهضم في الامعاء الغليظة لفترة طويلة يكون امتصاص المواد الغذائية أمرا مضمونا. و لهذا السبب لا تتغذى العديد من أسماك القرش والأسماك ذات الصلة بشكل متكرر. ويمر الطعام إلى قولون القرش القصير نسبياً مهضوما بالكامل تقريبا. ثم يخرج من المذرق والمخرج. ومن نتائج الصمام اللولبي الذي يضيق تجويف الدقاق هو أن سمك القرش لا يمكنها تمرير أشياء صلبة كبيرة (مثل العظام) عبر الأمعاء السفلية.
وتبقى مثل هذه الاشياء في المعدة إلى أن تتكسر بما فيه الكفاية لتمر عبر منطقة الصمام، أو أنه يتم تجرعها كما هي. وبالتالي، غالًبا ما تحتوي معدة أسماك القرش على عناصر مهمة تُمكن المرء من تحديد ما تتغذى عليه الحيوانات، وكذلك العناصر غير الغذائية التي يجري تناولها أثناء نوبة الجوع والتغذية.
وتمتلك أسماك القرش أيضاً غدة في المستقيم تزيل الملح الزائد.